# Morti nel 978
| Questa pagina contiene informazioni ricavate automaticamente dalle voci biografiche con l'ausilio del template Bio e di un bot. L'aggiornamento è periodico e automatico e ricostruisce completamente la pagina. Se manca una persona in questa lista, sei pregato di non aggiungerla, ma accertati piuttosto che la sua voce biografica contenga il template Bio e che i dati anagrafici siano correttamente compilati. Se il template Bio manca, inseriscilo tu stesso o, in alternativa, metti l'avviso {{tmp\|Bio}} che ne segnala la mancanza. Se i dati riportati sono sbagliati, correggi direttamente la voce biografica; le modifiche saranno visibili in questa lista entro pochi giorni. Per chiarimenti vedi il progetto biografie. La lista contiene solo le 9 persone che sono citate nell'enciclopedia e per le quali è stato implementato correttamente il template Bio. Pagina aggiornata al 18 ago 2025. |

- 18 marzo - Edoardo il Martire, re (n. 962)
- 11 giugno - Jaropolk I di Kiev, principe russo
- 3 dicembre - Abramo di Alessandria, arcivescovo cristiano orientale egiziano
- Benedetto, vescovo italiano
- Federico I di Lotaringia, sovrano
- Gregorio di Gaeta, duca bizantino
- Lamberto di Digione, conte
- Raimondo IV, conte di Tolosa, conte
- Tommaso II di Gerusalemme, vescovo ortodosso bizantino